# Клады

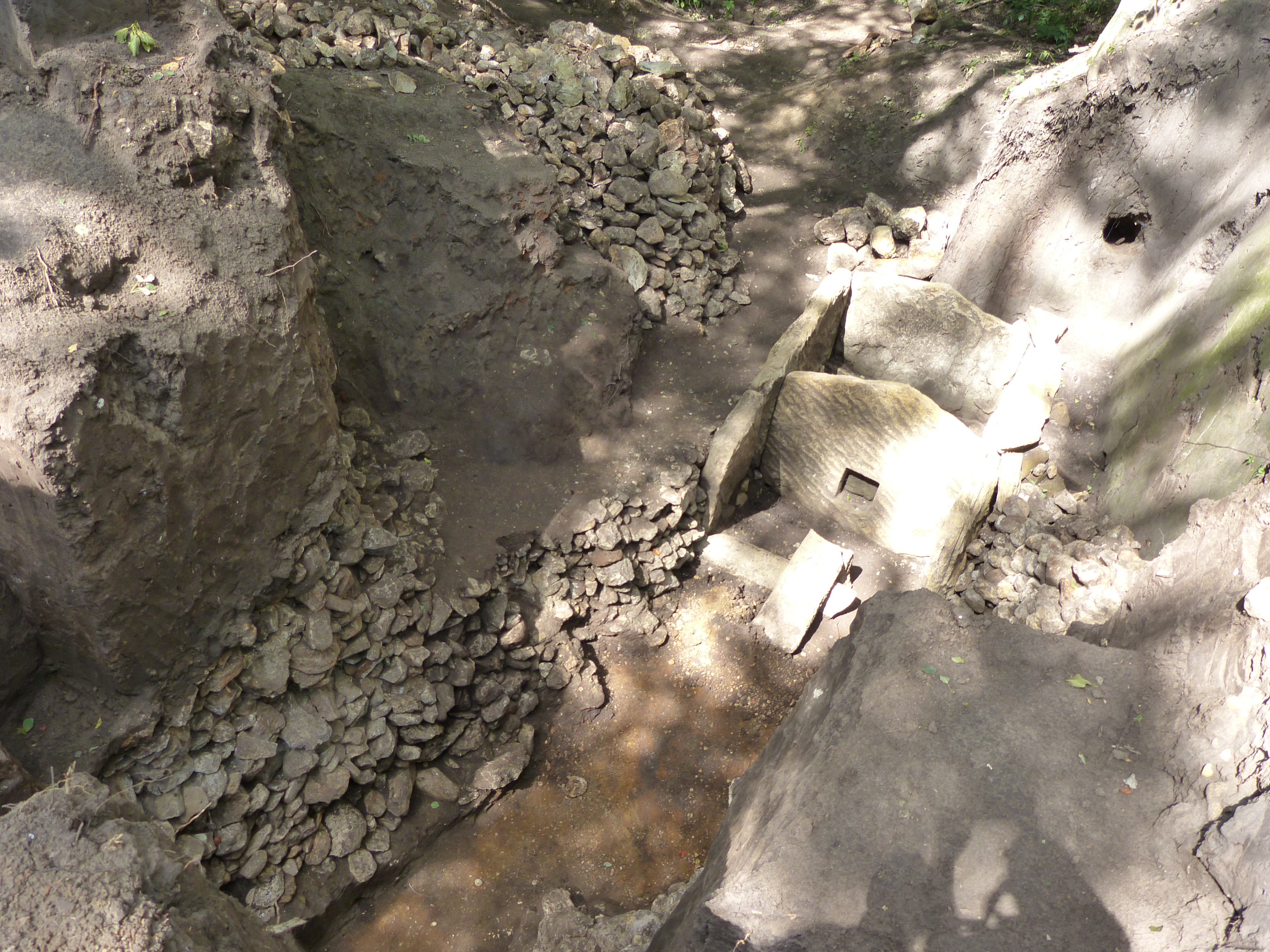
Новосвободненская подкурганная гробница, обнаруженная Н. И. Веселовским и вторично открытая В. А. Трифоновым

Клады — урочище около станицы Новосвободной (бывшей Царской) в Республике Адыгея. По наиболее известной версии название происходит от владельца угодий — казака Кладова. Знаменито, в первую очередь, по группе курганов, самый большой из которых имеет собственное название — Серебряный. До недавнего времени их и другие подобные сооружения Северного Кавказа было принято называть «большими кубанскими курганами». Имеет мировую известность благодаря ярким археологическим памятникам, которые охватывают ряд эпох и культур: новосвободненская культура ранней бронзы (курганный могильник с мегалитическими гробницами), дольменная культура средней бронзы (поселение, остатки дольменов), протомеотская культура рубежа поздней бронзы и раннежелезного века (грунтово-курганный могильник). В настоящее время к основным Кладам причисляется (по Резепкину) и удалённое на 1 км урочище, которое иногда называют Кладами 2, где было обнаружено поселение новосвободненской культуры, признаки поселения дольменной культуры, а также 3 подкурганных дольмена и остатки многогранной гробницы.

## История исследования

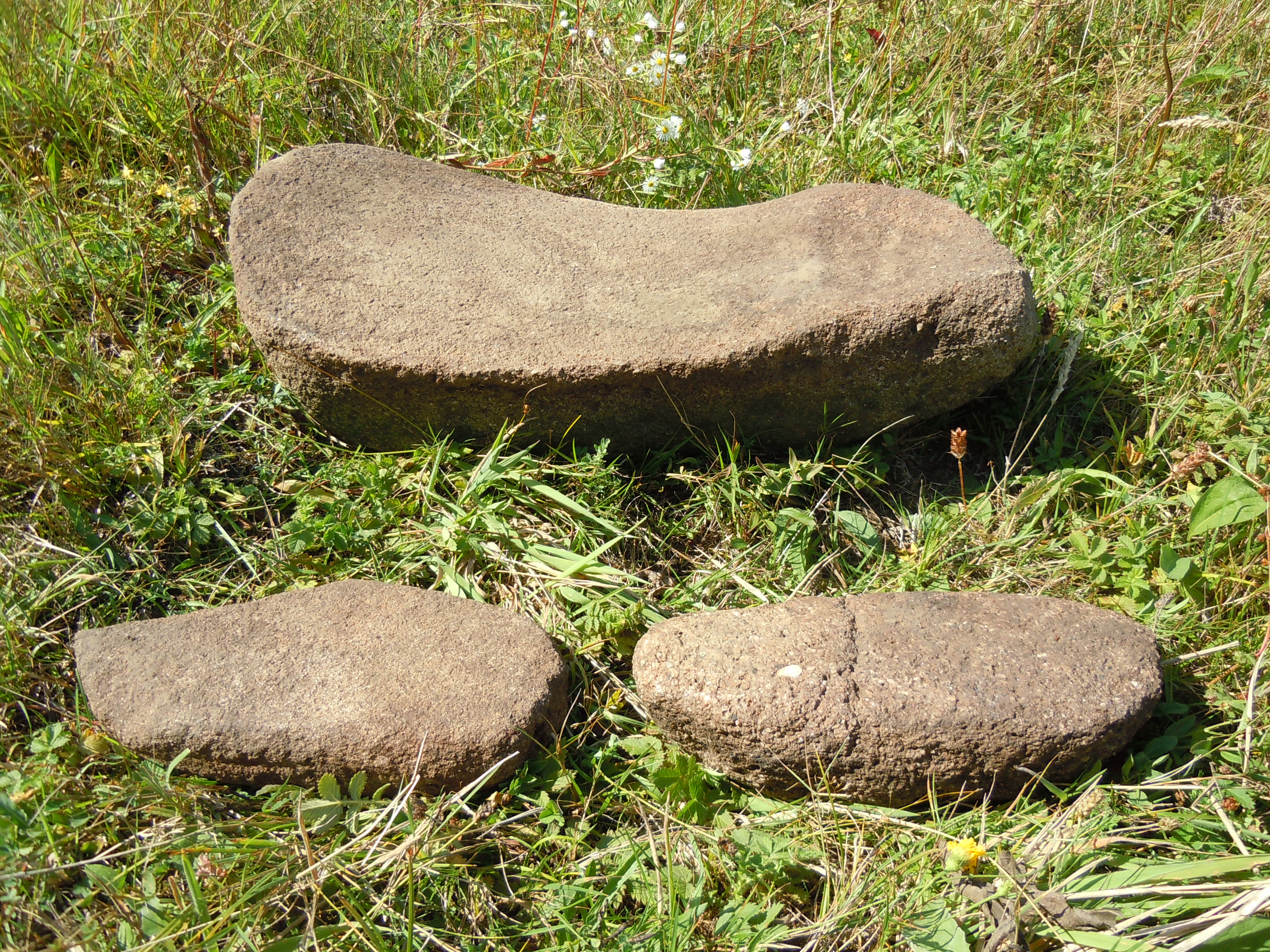
Зернотёрка и куранты, поселение Клады, Адыгея

В 1898 году известный археолог Н. И. Веселовский вскрыл «колодцем» некоторые из курганов, при этом обнаружив двухкамерные плиточные гробницы. В 1936 и 1950 годах археолог А. А. Иессен снимает план курганного могильника. В 1967 году майкопский археолог П. А. Аутлев здесь обнаружил поселение дольменной культуры, назвав его Новосвободненское 1. Сейчас это поселение Клады. Новый этап изучения (1979—2000-е годы) связан с именем археолога ИИМК РАН (СПб) А. Д. Резепкина, который занимался раскопками больших курганов и поселения, обнаруженного под курганами в Кладах 2 (поселение Новосвободненское). Протомеотский могильник Фарс/Клады был также открыт А. Д. Резепкиным и затем исследовался экспедицией В. Р. Эрлиха (Музей Востока, Москва). В конце 2016 года разведка экспедиции А. Д. Резепкина констатировала окончание истории исследования курганного могильника Клады. По оценкам, на сегодняшний день все курганы этой группы раскопаны полностью (если не считать вторичного исследования В. А. Трифонова (ИИМК РАН) и Н. И. Шишлиной (ГИМ).
У двух представителей майкопско-новосвободненской культуры из могильника Клады определили Y-хромосомную гаплогруппу J2a1 (Maykop Novosvobodnaya).